# Carver (automerk)
Carver Europe B.V. is een Nederlandse producent van smalle, driewielige voertuigen. Het hoofdkantoor en assemblagefabriek staat in Leeuwarden. De ontwikkelingsactiviteiten vinden plaats in ‘s-Gravendeel onder de naam Carver Technology B.V.
Carver is gespecialiseerd in de productie van smalle voertuigen met drie wielen, uitgerust met een kantelsysteem, het Dynamic Vehicle Control systeem, afgekort DVC. Het DVC-systeem zorgt ervoor dat een smal voertuig automatisch kantelt in de bochten, wat voorkomt dat het voertuig omvalt als het te snel een bocht maakt.

## Geschiedenis
Carver Europe B.V. (voorheen Vandenbrink B.V.) begon zijn activiteiten in 's-Gravendeel. In 1994 richtten Chris van den Brink en Harry Kroonen het bedrijf Brink Technologies Group B.V. op, dat later Vandenbrink B.V. en uiteindelijk Carver Europe B.V. zou worden. De geschiedenis van het bedrijf gaat echter terug tot 1990. In dat jaar richt Chris’ vader Ton van den Brink Eco-Car B.V. op om te onderzoeken of het haalbaar is om een nieuw, compacter voertuig te ontwikkelen dat de helft smaller en lichter is dan een normale personenauto. Onderzoek uit die tijd wijst uit dat 90% van alle auto’s slechts één of twee inzittenden hebben, wat duidt op een sterk marktpotentieel voor dergelijke auto’s.
In de jaren erna werkt een team ingenieurs onder leiding van Chris van den Brink en Harry Kroonen aan een conceptauto. De grootste uitdaging die ze daarbij tegenkomen is het voorkomen dat het voertuig omvalt als het te snel een bocht neemt. Uiteindelijk komen ze in 1994 uit op het Dynamic Vehicle Control systeem, wat ervoor zorgt dat de auto automatisch kantelt als het een bocht neemt.
Het eerste prototype van de Carver One werd in 1994 gebouwd. Ondertussen wordt de DVC-technologie verder ontwikkeld onder de naam Brink Dynamics. In 1995 werd het DVC-systeem internationaal gepatenteerd.
In 1997 kreeg het voertuig een goedkeuring van de Rijksdienst voor het Wegverkeer. In juni van dat jaar werd de DVC-technologie door de ID-NL-groep uitgeroepen tot ‘Uitvinding van het jaar’. In september 1999 was de Carver One te zien tijdens de IAA (Internationale Motorshow) in Frankfurt.
Vanaf 2003 werd de Carver fabrieksmatig gebouwd in een kleine oplage van enkele tientallen voertuigen per jaar. Het voertuig kreeg in die tijd internationale bekendheid via de media, waaronder het populaire BBC-programma Top Gear. Vanaf 2006 werd de Carver One in grotere aantallen gemaakt. De onderneming werd gesplitst in Carver Europe B.V. voor de productie en Carver Engineering, dat zich bezighield met technologische ontwikkeling. Voor de productie ging Carver samenwerken met Prodrive, een Brits bedrijf gespecialiseerd in motorsport en voertuigtechnologie.

### Levering
In 2007 begon de levering van de eerste Carvers One. In juni 2009 vroeg Carver een faillissement aan omdat er productieproblemen waren; met name de levering van de motoren stokte. De productie en verkoop werden onder licentie op kleine schaal voortgezet in Duitsland. De patenten en het bedrijf Carver Engineering zijn buiten het faillissement gehouden. Het totaal aantal geproduceerde Carvers One telt 250 exemplaren.
Een doorstart werd in 2010 gerealiseerd onder de naam Carver Technology. De DVC-technologie werd verder geoptimaliseerd en in licentie aangeboden. In de jaren daarop werd de kanteltechnologie geleverd aan vele bedrijven, zoals voor de PAL-V, een vliegende auto op basis van de Carver. In maart 2015 werd een overeenkomst bereikt met de Chinese scooterfabrikant Sunra die de Carver in licentie wilde gaan produceren, onder de naam Sunra One. Het project kwam uiteindelijk niet van de grond en uitgegeven licenties werden afgebouwd.

### Elektrisch
Eind 2015 startte Carver zelf met de ontwikkeling van een nieuwe generatie Carvers, dit keer een elektrisch stadsvoertuig, ontwikkeld voor snel en duurzaam vervoer door de stad. In 2017 werden de eerste prototypes van de elektrische Carver gebouwd, getest en geoptimaliseerd. Er werd samenwerking gezocht met het Nederlandse Velosophie B.V. voor de productie.
In april 2018 startte de voorverkoop van de nieuwe Carver. De planning was om in het najaar van 2018 de eerste Carvers op de weg te krijgen, maar dit liep uit tot 2019. In december kondigde het bedrijf aan dat het zich met een assemblagefabriek en experience center zou vestigen in Leeuwarden. Tevens verhuisde het hoofdkantoor hier naartoe. Het ingenieursteam blijft vooralsnog gevestigd in ‘s Gravendeel.
In juli 2024 vraagt Carver opnieuw faillissement aan, dat op 17 juli wordt uitgesproken. Kwaliteitsproblemen en daaruit volgende hoge kosten zijn het bedrijf fataal geworden.  

## Dynamic Vehicle Control

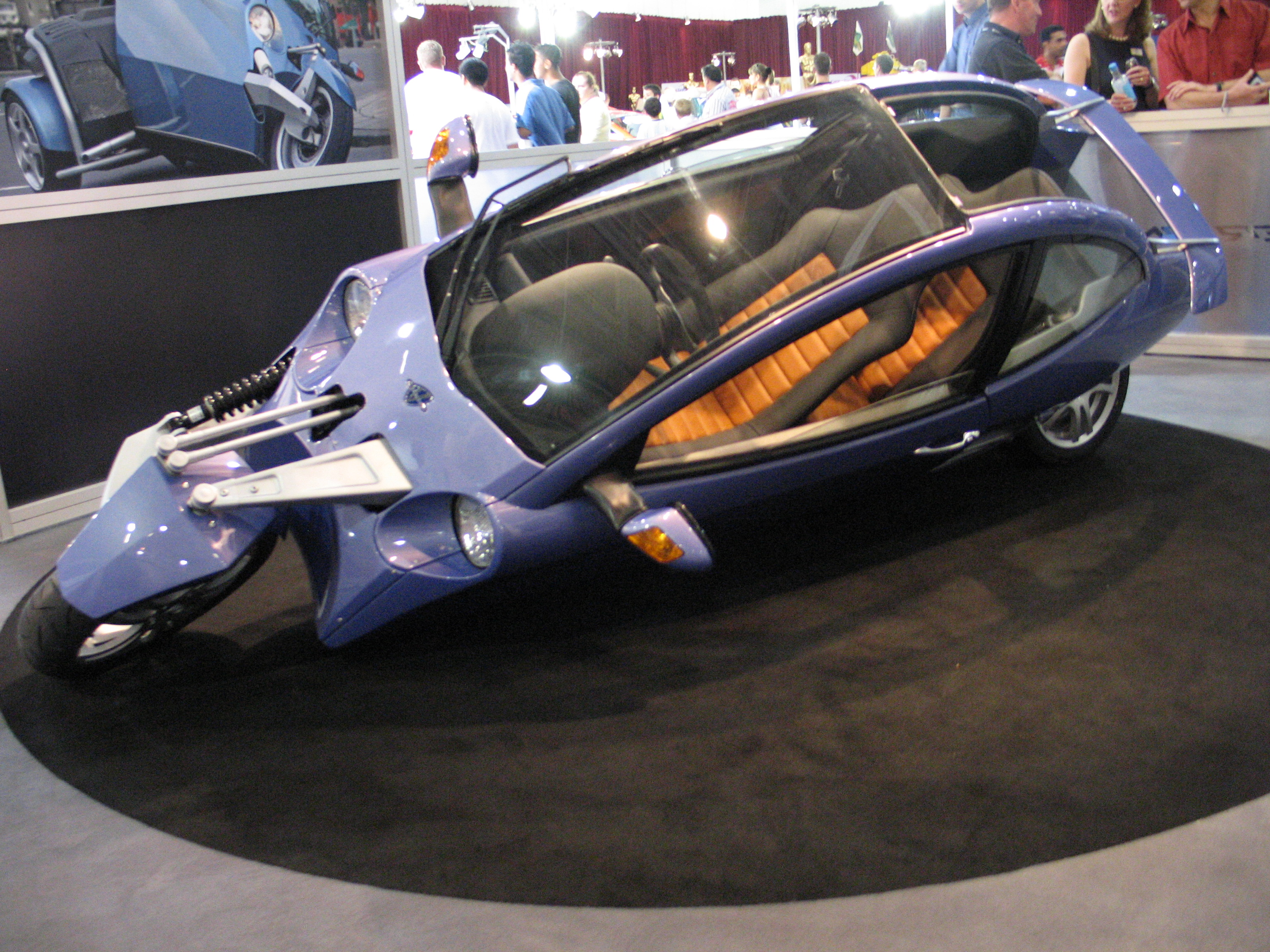
Carver One, gekanteled zoals dat mogelijk is in een scherpe bocht.

Het unieke kenmerk van de Carver is het Dynamic Vehicle Control systeem. Deze technologie zorgt ervoor dat het voertuig automatisch kantelt als het een bocht neemt, waardoor het stabiel op de weg blijft liggen. Bij het nemen van een bocht wordt de carrosserie inclusief het voorwiel hydraulisch gekanteld, terwijl de achteras met beide achterwielen recht op de weg blijft. Deze bijzondere eigenschap is gebaseerd op een uitvinding uit 1994 van luchtvaartingenieurs Chris van den Brink en Harry Kroonen. DVC werd in 1995 internationaal gepatenteerd. In 1997 is het uitgeroepen tot ‘Beste uitvinding van het jaar’ door de ID-NL groep.
De DVC-technologie is een antwoord op het probleem waar smalle voertuigen last van hebben: de neiging om om te vallen als er te snel een bocht wordt gemaakt. Wanneer een object draait, ondervindt het een bepaalde middelpuntvliedende kracht. Deze kracht is naar buiten gericht, weg van het punt waar het object omheen draait en wordt sterker naarmate het object sneller gaat. Doordat een smal voertuig een hoog zwaartepunt heeft, kan het maar bij relatief lage snelheid een bocht maken, vergeleken met een gemiddelde personenauto. Dit maakt het onmogelijk de elandtest goed te doorstaan.
Dit probleem wordt opgelost als het voertuig de mogelijkheid heeft om gekanteld een bocht te nemen. Dit is te zien bij bijvoorbeeld motoren en tijdens baanwielrennen, waarbij de baan al gekanteld is om het snel bochten maken te faciliteren. Waar een motorrijder de vrijheid heeft het eigen lichaam te gebruiken ter stabiliteit, kan een bestuurder in een afgesloten ruimte dit niet. Daardoor is het nodig dat het chassis onafhankelijk kantelt terwijl de wielen in contact blijven met de grond. Met het DVC-systeem kantelen de behuizing en het voorwiel van de wagen, terwijl de achterwielen en de motor in contact blijven met de grond.
De hoek waarmee de Carver kantelt wordt niet bepaald door de scherpte van de bocht, maar door de snelheid en acceleratie van het voertuig. Wat de DVC-technologie uniek maakt ten opzichte van andere kantelsystemen, is dat de DVC het voertuig proactief en niet reactief kantelt.

## Modellen

### Carver One

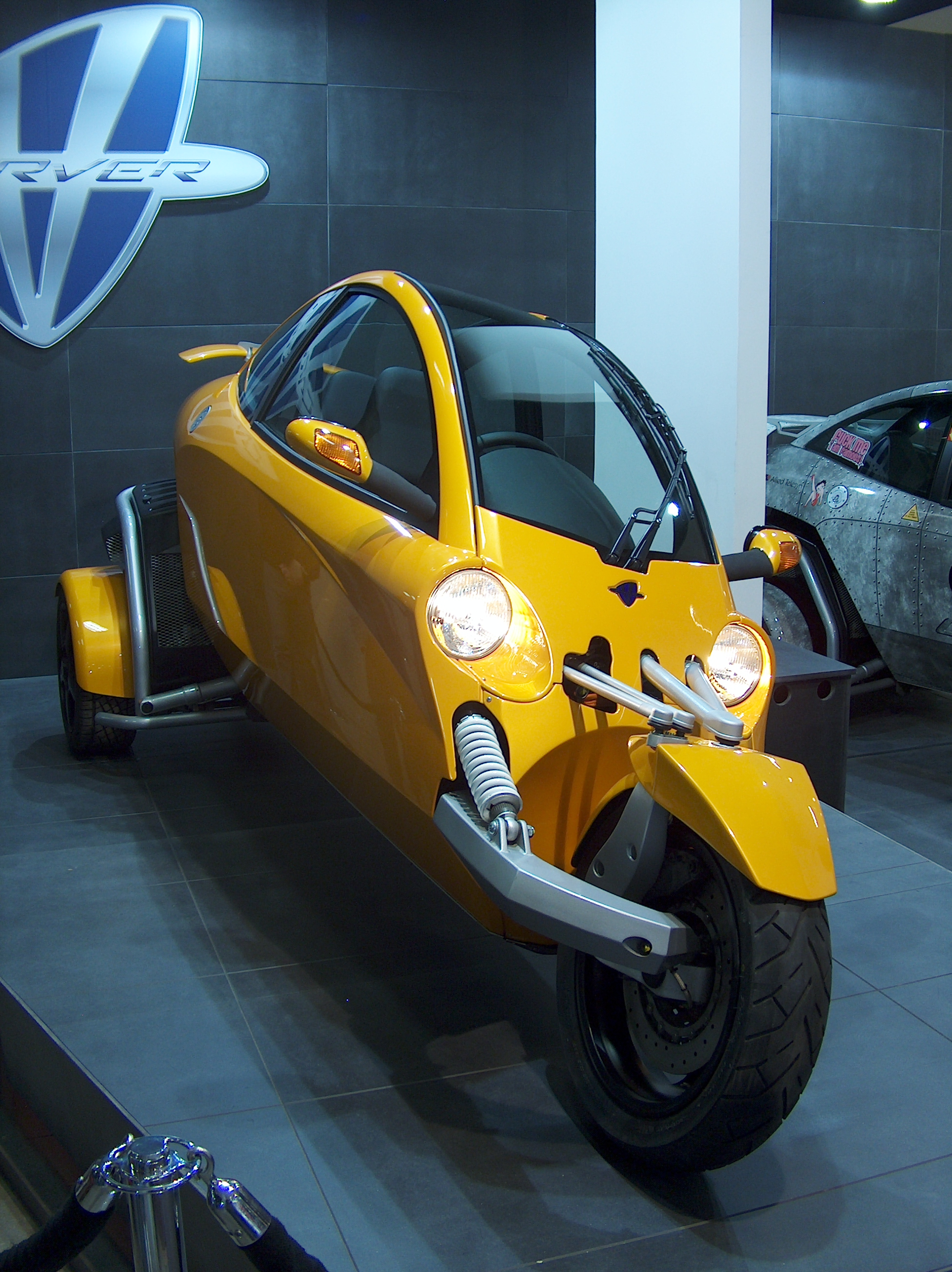
Carver One

De Carver One is een smal driewielig motorvoertuig dat lijkt op een kruising tussen een auto en een motorfiets. Bij het nemen van een bocht wordt de carrosserie inclusief het voorwiel hydraulisch gekanteld, terwijl de achteras met beide achterwielen recht op de weg blijft. In de Carver One is plaats voor maximaal twee personen, die achter elkaar zitten (tandempositie). Voor het besturen van een Carver is een normaal autorijbewijs vereist. Een Carver kostte circa 45 duizend euro.
In de VS krijgt het voertuig de classificatie ‘autocycle’: een gemotoriseerd voertuig met drie wielen waar je niet op zit, zoals een motor, maar in zit, als een auto. Verder wordt een autocycle bestuurd als een auto door middel van een stuurwiel, pedalen en een versnellingspook. Ook zit de bestuurder vaak overdekt en is een helm dragen in de meeste staten niet verplicht.
De Carver One is 3,4 m lang, 1,3 m breed en 1,4 m hoog. Het ledig gewicht is 640 kg, iets meer dan de helft van het gewicht van een gemiddelde auto.  De Carver One heeft een topsnelheid van 185 km/h en een acceleratietijd van 0 tot 100 km/h in 8,2 seconden. Achterin zit een 660 cc viercilinder motor met zestien kleppen en een turbo-intercooler, met een vermogen van 65 pk bij 750 tpm en een maximumkoppel van 100 Nm bij 4000 tpm. Binnenin zit een handgeschakelde versnellingsbak met vijf versnellingen. Het voorwiel is 17” en de achterwielen beide 15” in diameter. Alle wielen zijn uitgerust met geventileerde remschijven.

### Carver

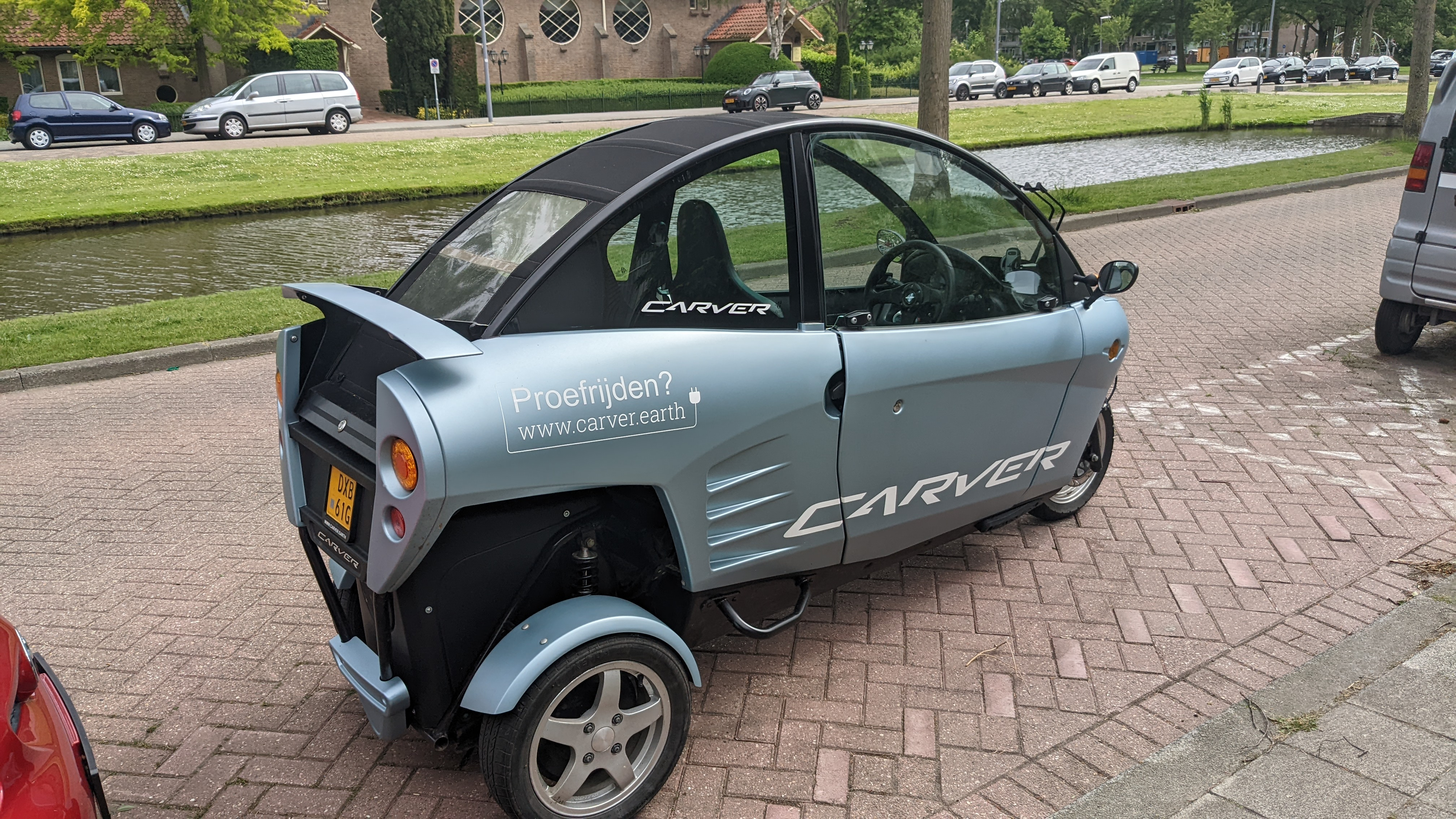
Carver in Rotterdam, 2022

De Carver is een volledig elektrisch voertuig dat aspecten van een scooter en auto combineert. Qua wetgeving vallen de Carver Base en Carver R+ in Nederland in de brommobielklasse en mogen ze met een bromfietsrijbewijs bestuurd worden. Voor de Carver S+ is een motorrijbewijs vereist en de Carver Limited mag bestuurd worden zonder rijbewijs.
Net zoals de Carver One heeft de elektrische Carver drie wielen en maakt gebruikt van de DVC-technologie om stabiliteit te garanderen in de bochten. De Carver is 2,89 m lang, 0,98 m breed, 1,49 m hoog en weegt 330 kg. Binnenin is ruimte voor een bestuurder en passagier plus 75 liter aan bagage aan de achterkant. De Carver kost € 9.980, inclusief 21% btw (juli 2020).
De maximumsnelheid van de Carver is 45 km/h en de acceleratietijd van 0 tot 45 km/h is 8 seconden. De actieradius is 100 km. De accu is een 5,4 kWh LPF-batterij. Het duurt ongeveer 4,2 uur om hem voor 80% op te laden en 6,5 uur om hem helemaal op te laden. Opladen kan via een regulier 230 V-stopcontact.
Van zowel de Carver als de Carver Cargo bestaat een limited en een sport-uitvoering. De Carver S+ heeft een maximumsnelheid van 80 kilometer per uur en is geclassificeerd als driewielig motorrijtuig. Hierdoor is een motorfiets- of autorijbewijs vereist. De Carver Limited is een gehandicaptenvoertuig.
De productie van de Carver vindt grotendeels plaats in Zuid-Korea (sinds juli 2020). Het laatste stadium van kwaliteitscontroles en assemblage gebeurt in de assemblagefabriek in Leeuwarden.

### De Carver Cargo
Naast de elektrische Carver produceert Carver nu ook een cargo-variant. Dit is een licht elektrisch vrachtvoertuig met 500 liter laadruimte. De Cargo is speciaal ontworpen voor stedelijke mobiliteit, en wordt gebruikt als alternatief voor bezorgscooters en bestelbusjes.

### Overzicht
Carver modellen
- Vandenbrink Carver (2004) - 24 handgemaakte Carver One’s
- Carver One (2007) - ca. 200 geproduceerd
- Carver (2019) - elektrisch scootermodel
- Carver Comfort (2020)
- Carver Sport (2020)
- Carver Limited (2020) - Gehandicaptenvoertuig
- Carver Cargo (2021) - licht elektrisch vrachtvoertuig

Licenties
- Ventura/Persu - VS
- PAL-V - Nederlandse vliegende auto gebaseerd op de Carver One
- Phiaro p67b Eternity - Japan
- Lynx Lean Electric - Denemarken
- Helix Motors - VS
- Sunra - China
- Kerv Automotive - Nederland
- Breek - Nederland

## Onderscheidingen
1997: DVC-technologie uitgeroepen tot ‘Uitvinding van het jaar’ door de ID-NL Groep.